# Državna cesta D2
D2 je državna cesta u Hrvatskoj. 
Cesta se proteže uz sjeverne granice Hrvatske, od graničnog prijelaza Dubrava Križovljanska (granica sa Slovenijom) do graničnog prijelaza Ilok (granica sa Srbijom).
Ukupna duljina iznosi 347,9 km.